# Luis IV de Hesse-Marburgo
Luis IV de Hesse-Marburgo (Kassel, Alemania, 27 de mayo de 1537-Marburgo, 9 de octubre de 1604) llamado el Viejo o el testador. Fue el fundador y único landgrave de Hesse-Marburgo.

## Biografía
Era hijo del landgrave Felipe I de Hesse y de su esposa Cristina de Sajonia. Después de la muerte de su padre en 1567, Hesse fue dividido entre sus hijos y Luis recibió Hesse-Marburgo (Alto Hesse), incluidas las ciudades de Marburgo y Gießen. Esto correspondía aproximadamente a una cuarta parte del antiguo landgraviato de Hesse.
Luis recibió su educación en la corte del duque Cristóbal de Wurtemberg. Era un buen administrador, organizado con las finanzas de su herencia, reorganizó las escuelas y la Universidad de Marburgo. El Palacio de Marburgo fue renovado por su arquitecto Ebert Baldewein. Queriendo ampliar su territorio pacíficamente, compró partes de la Marca Fuldischen en 1570 a los condes de Nassau-Saarbrücken y en 1583 el resto al conde de Nassau-Weilburg. Tras la muerte sin descendencia de su hermano Felipe, en 1583 recibió también Lißberg, Ulrichstein e Itter.
El 10 de mayo de 1563 se casó en Stuttgart con Eduviges de Wurtemberg (1547-1590), hija del duque Cristóbal, y su segundo matrimonio fue el 4 de julio de 1591 con la condesa María de Mansfeld-Hinterort (después del 3 de marzo de 1567 - entre 1625 y 1635), hija del conde Juan I de Mansfeld-Hinterort (?-1567) y Margarita de Brunswick-Luneburgo-Celle (1534-1596). 
Cuando murió en 1604 no dejó herederos. En 1597 la voluntad de su testamento fue que su territorio se repartiera entre sus sobrinos, Mauricio I de Hesse-Kassel y Luis V de Hesse-Darmstadt, con la condición de que permaneciera luterana. Fue enterrado en la iglesia luterana en Marburgo.
Sin embargo, el Landgrave Mauricio intentó poco después imponer la confesión reformada en la parte que heredó de la antigua Hesse-Marburgo. En 1605 actuó en contra de la Universidad de Marburgo con violencia. Muchos profesores buscaron refugio con el luterano landgrave Luis V de Hesse-Darmstadt y fundaron la primera escuela en Gießen, que el emperador Rodolfo II elevó a Universidad de Gießen el 19 de mayo de 1607.